# 阪急200形電車
阪急200形電車（はんきゅう200がたでんしゃ）は、阪急京都線の前身である新京阪線用として京阪電気鉄道が1937年に導入した流線形の電車である。戦後に継承した阪急では極めて少数の流線形車両となった。

## 導入の経緯
1936年4月6日、千里山駅構内で10形（P-5）の25・55の2両が火災により焼失した。この代替として新造されたのが200形で、1937年2月に電動車（Mc）の201と制御車（Tc）の601の計2両が田中車輛で製造された。編成はMc-Tcの2両固定編成である。新京阪線ではP-6（デイ100形）以来の新造車となった。

## 仕様
P-5の台車・機器の流用のため、車体長は14,000mmと短いが、車体幅は車両限界いっぱいの2,870mm（最大幅2,896mm）を採用しており、新京阪線としては最大である。前面は当時流行していた流線形の正面3枚窓で、そのうち進行方向右側寄りの2枚は上下2段に分かれて上段が外へ跳ね上げるように開閉できる構造となっており、また窓上中央には通風孔が設けられていた。塗色は上半分をクリーム色、下半分をコバルトブルーで塗り分け、上下の境目には白いラインが入り、京阪線系統の1000型に準じていた。
客室は床に市松模様を施し、座席のロングシートはソファーのように低く奥行きがある柔らかいもので、日よけは当時では珍しいベネシャンブラインドを採用し、半室構造の運転台、シャンデリア風の室内灯に独特なデザインの吊り革など、斬新なインテリアで異彩を放っていた。
台車は201がブリル27MCB-1、601がM-12を装着した。電装品は東洋電機製造製で、主電動機の出力は93kW（120HP）×4、制御器は電動カム軸式自動加速制御器、ブレーキは非常直通ブレーキ(SME)であった。

## 沿革
戦時中の1943年に京阪電気鉄道が阪神急行電鉄（阪急）と合併、戦後の1949年の京阪・阪急再分割に際して旧新京阪線系統は阪急側に移管され、200形は阪急の所属となった。
1951年、201の台車は汽車製造製防振試作台車のウイングばね式KS-1-Aに変更し、後にオイルダンパーが設置された。
1956年、601は神宝線用600系との番号重複のため251に改番、字体も切り文字処理のローマン体から阪神急行の様式の塗装処理によるゴシック体となっている。前面窓上の通風孔は埋められて窓も全窓が1段化され、屋根上に通風器が設置された。塗装も阪急標準のマルーン色となり、車内も他車とほぼ同様の仕様に改造されている。
千里線で長年運用されていたが、1編成のみの少数派で他形式との共通運用が組めないこともあって後年には嵐山線に移動した。1970年3月1日に嵐山線にてさよなら運転を行い、同年3月3日に廃車となった。